# Disney Channel (Italia)
Disney Channel era una rete televisiva italiana dedicata ai ragazzi e alle famiglie, lanciata il 3 ottobre 1998 e chiusa definitivamente il 1º maggio 2020. Era disponibile esclusivamente sulla televisione a pagamento, mediante le piattaforme satellitari Telepiù e Sky Italia. Nel periodo compreso tra il dicembre 2008 e il settembre 2016, era visibile anche con la piattaforma terrestre Mediaset Premium, anch'essa a pagamento. 
Dal 1998 al 2018 lo speaker ufficiale del canale è stato Patrizio Prata. Da ottobre 2018 fino alla chiusura su Sky, lo speaker è stato Simone Lupinacci. Per un breve periodo nel 2002 si alternava anche Emanuela Pacotto che aveva doppiato i promo. Ma nel grande periodo degli anni 2000, anche Lara Parmiani si è occupata di doppiare i promo.
L'area di trasmissione si estendeva anche a Malta, Città del Vaticano e San Marino.

## Diffusione

### TV
Disney Channel debuttò in Italia sulla piattaforma satellitare di TELE+ Digitale il 3 ottobre 1998 (presentato da Alvin, Marcello Martini, Valentina Veronese e Alessandra Bertin), e vi restò fino all'ultimo giorno di attività di tale piattaforma, il 30 luglio 2003. Dal giorno successivo, il 31 luglio 2003, il canale venne inserito nel bouquet di Sky Italia, inizialmente nel pacchetto Cinema o come Option e in seguito nel pacchetto Mondo. Dall'8 dicembre 2008 al 30 settembre 2016 trasmetteva anche su Mediaset Premium. Inoltre, sulla TV di Fastweb era presente per un breve periodo il servizio Disney Channel on Demand con alcuni programmi visibili in tecnologia video on demand via cavo e IPTV. Dal 1º ottobre 2016 il canale non era più disponibile su Mediaset Premium, e restò in esclusiva su Sky Italia fino alla sua chiusura definitiva, il 1º maggio 2020.

### Sky Go
Nel dicembre 2011 entrò a far parte, assieme a Disney Junior, dei canali dell'offerta Sky Go, riservata solo agli abbonati Sky dotati di un tablet, iPhone, PC o Mac.

### Mobile
Nel periodo della seconda metà degli anni duemila, in cui in Italia si sperimentavano i tivufonini, nel dicembre 2006 era nato il servizio Disney Channel Mobile, ricevibile con Vodafone Sky TV sui cellulari Vodafone compatibili con standard DVB-H e UMTS che trasmetteva in loop alcune serie di Disney Channel, intervallando un programma dall'altro con una serie di promo sugli eventi in onda sui canali Disney. Il servizio fu interrotto a causa dell'insuccesso dei tivufonini.

### Disney Channel App
Dal 3 marzo 2017 al 1º maggio 2020 era disponibile l'applicazione di Disney Channel su App Store e Google Play Store.

## Storia

### 1998-2005 i primi anni
Il 3 ottobre 1998 Disney Channel inizia ufficialmente a trasmettere anche in Italia tra i canali del bouquet satellitare TELE+ Digitale con la messa in onda del film Il re leone. Il canale nasce con lo slogan  La TV che accende la TV per poi passare un anno dopo a Libera la tua immaginazione (quest'ultimo usato fino al 23 maggio 2003). Il palinsesto è caratterizzato da una ricca library di prodotti Disney, come Da il Re Leone: Timon & Pumbaa, Aladdin: la serie, La sirenetta - Le nuove avventure marine di Ariel e Hercules: la serie, che vengono trasmessi più volte durante tutto il giorno. La mattina l'intera programmazione è dedicata ai più piccoli con il blocco Playhouse Disney, in cui i conduttori Marco e Grazia introducono Bear nella grande casa blu, Pepi, Briciola e Jo-Jo e Rolie Polie Olie. Il pomeriggio le serie vengono accompagnate dal blocco pomeridiano Live Zone condotto da Isabella Arrigoni e Massimiliano Ossini, in cui i due conduttori interagiscono con i ragazzi attraverso giochi in studio e telefonate a casa. Gli spettatori vengono poi accompagnati verso la fine della giornata con la trasmissione di un classico film Disney o di un film per la televisione, all'interno del blocco Il Fantastico Mondo Disney, in onda tutti i giorni alle 20:30.
Il 24 maggio 2003 Disney Channel si rifà il look. Nel settembre dello stesso anno viene cessato il blocco Live Zone e arriva Prime Time, condotto dagli ormai affermati Isabella Arrigoni e Massimiliano Ossini. Anche gli altri programmi derivati da Live Zone chiudono e vengono rimpiazzati da Top Of The Kids,  Eta Beta, Skatenati, Quasi Gol, Scooter e L'ora della Magia; tra il 2003 e il 2004 arrivano inoltre le prime serie di successo: Lizzie McGuire, Raven e Phil dal futuro. La novità invece per il fine settimana con il contenitore Raoul Show, condotto dal pupazzo Raoul. Il 24 dicembre 2004 Disney Channel si sdoppia e lancia il suo canale timeshift Disney Channel +1, che propone la stessa programmazione del canale madre, ma slittata di un'ora in avanti, e Toon Disney, che trasmette le migliori serie d'animazione Disney.
Il 2005 è un anno di grandi cambiamenti per Disney Channel. Tutti i programmi e le rubriche prodotti in casa vengono chiusi definitivamente e le serie vengono annunciate da Patrizio Prata, che presenta inoltre il concorso settimanale Dì la Tua. Per colmare il vuoto lasciato dalle trasmissioni live action, nel settembre 2005 vengono mandate in onda le serie prodotte da Disney Channel Italia: Quelli dell'intervallo e Hip Hop Hurrà. Ai canali Disney, il 1º maggio 2005, si aggiunge Playhouse Disney che propone serie e rubriche per i bambini più piccoli.

### 2006-2013: il fenomenoHigh School Musicale l'arrivo delletelenovelas
L'anno successivo viene presentato High School Musical, che ha avuto talmente tanto successo da avere due seguiti (uno nel 2007 e l'altro nel 2008); il secondo è tuttora il film prodotto per Disney Channel più visto di tutti i tempi, mentre il terzo è uscito direttamente al cinema. Nel corso di questi anni vengono mandate in onda alcune nuove serie: Zack e Cody al Grand Hotel, Hannah Montana e Cory alla Casa Bianca.
Nel 2008 viene prodotto il film Camp Rock che, nonostante gli ascolti più che soddisfacenti non riesce a superare il film canterino precedente, inoltre arrivano anche Phineas e Ferb, I maghi di Waverly e Zack e Cody sul ponte di comando, un spin-off di Zack e Cody al Grand Hotel. Il 20 dicembre 2008 nasce su Sky Italia Disney in English, un canale che trasmette serie TV e cartoni animati di Disney Channel in lingua originale, con la possibilità di aggiungere i sottotitoli in italiano e inglese. In estate, per la prima volta in assoluto, viene trasmessa anche una telenovela argentina, Il mondo di Patty che ottiene un grandissimo successo e diviene un vero e proprio fenomeno mediatico.
Nell'estate del 2009 viene anche lanciata la campagna Disney's Friends for Change, rivolta alla sensibilizzazione all'ecologia nei ragazzi. Per sostenere tale iniziativa le star Jonas Brothers, Miley Cyrus, Demi Lovato e Selena Gomez hanno cantato una canzone dal titolo Send it on, il cui incasso del download digitale del brano verrà in seguito devoluto in beneficenza, proprio grazie al potere della musica. Il 28 settembre 2009 un nuovo canale arricchisce ancora una volta l'offerta Disney: si tratta di Disney XD, rivolto principalmente ai ragazzi, che nasce delle ceneri di Jetix.
Nel corso del 2010 e del 2011 arrivano nuove serie ad appassionare i ragazzi: A tutto ritmo, A.N.T. Farm - Accademia Nuovi Talenti, Buona fortuna Charlie, Jessie e Austin & Ally. Il 2011 è l'anno dei film ispirati alle serie principali del canale: Phineas e Ferb: Il film - Nella seconda dimensione, Zack & Cody - Il film e Buona fortuna Charlie - Road Trip Movie. Sempre nello stesso anno, per la prima volta in assoluto, i personaggi delle produzioni locali di Disney Channel, come Quelli dell'intervallo Cafe, Life Bites - Pillole di vita, In tour e Sketch Up, escono dagli schermi e vengono catapultati nei principali palchi di tutta Italia per intrattenere il loro vasto pubblico con il Disney Channel Show. Sempre durante l'anno prende il via la rubrica Best Friends Forever.
Tra il 2011 e il 2012 il bouqet Disney subisce qualche piccola variazione: il 14 maggio Playhouse Disney viene sostituito dal nuovo brand Disney Junior mentre il 1º ottobre chiude Toon Disney. A settembre, invece, Disney Channel cambia il logo sullo schermo per la terza volta e viene accompagnato al nuovo slogan Fatto apposta per te. Inoltre, all'offerta si aggiungono i timeshift Disney Channel +2 e Disney XD +2. La novità più grande è l'arrivo di Disney Channel HD a partire dal 1º febbraio 2012.
Il 14 maggio 2012 su Disney Channel fa la sua comparsa una telenovela con grandi ascolti, Violetta. Superata a pieni voti la difficile prova di raccogliere l'eredità de Il mondo di Patty, la produzione portò a un'eco mediatica tale da scatenare, in Italia, innumerevoli conseguenze: gadget, oggettistica per la scuola, concerti ed eventi al cinema. La serie chiude nel 2015 dopo tre stagioni e nel 2016 viene rilasciato un film basato sulla serie, Tini - La nuova vita di Violetta.

### 2014-2019: tra cambi grafici e nuove serie televisive
L'8 giugno 2014 il canale rivoluziona la sua grafica, adottando un nuovo logo su schermo.
Tra il 2014 e il 2015 viene trasmessa la serie argentina Cata e i misteri della sfera, che riscuote buon successo. Nel 2015 inizia il successo della serie italiana Alex & Co., esportata in altri mercati, tra cui Francia, Spagna, Germania, Regno Unito e America Latina. Nello stesso anno viene trasmesso Descendants, film musicale che riscuote grande successo, ricevendo tre seguiti (Descendants 2 nel 2017, Descendants 3 nel 2019 e Descendats 4 nel 2024).
Tra il 2014 e il 2016 vengono lanciate numerose serie come Liv e Maddie, Non sono stato io, Girl Meets World (spin-off di Crescere, che fatica!), K.C. Agente Segreto, Summer Camp (spin-off di Jessie), Best Friends Whenever, Harley in mezzo e Soy Luna, telenovela argentina erede del successo di Violetta. Da febbraio 2016 va inoltre in onda Miraculous - Le storie di Ladybug e Chat Noir, serie animata franco-coreana.
Nell'estate 2016, per festeggiare l'uscita del 100º "Disney Channel Original Movie" Adventures in Babysitting, vengono trasmessi tutti i film TV che più hanno segnato la storia del canale, così come accaduto negli Stati Uniti. Dal 1º ottobre 2016 il canale non è più visibile su Mediaset Premium, ma solo su Sky Italia. Da gennaio 2017 la programmazione è stata suddivisa in tre blocchi distinti: Storie Fun, contenente le serie comiche, Storie Toon, contenente i cartoni animati, e Storie Top, contenente le fiction di lunga serialità. Dal 15 maggio 2017 il canale acquisisce nuovamente una nuova grafica, in linea con quella in uso sulle altre versioni locali di Disney Channel in Europa.
Dopo il successo di Alex & Co. conclusosi nel 2017, vengono realizzate altre serie di produzione italiana: nel 2017 esordiscono Monica Chef, serie italo-spagnola e Like Me, basata sull'omonima serie francese. Nel 2018 vanno invece in onda Penny on M.A.R.S. (spin-off di Alex & Co.), School Hacks e Sara e Marti - #LaNostraStoria, il cui successo si è concretizzato in un film al cinema nel 2019.
Tra il 2017 e il 2019 arrivano nuove serie come Andi Mack, A casa di Raven (spin-off della fortunata serie del 2003 Raven), Coop & Cami: A voi la scelta e Sydney to the Max. In questi anni arrivano inoltre molte serie animate come Rapunzel, DuckTales (reboot dell'omonima serie degli anni 1980), 101 Dalmatian Street (tratto da La carica dei cento e uno), I Greens in città e Anfibia.
Il 23 settembre 2019 esordisce Bia, terza serie televisiva latinoamericana dopo Violetta e Soy Luna.
Il 1 ottobre 2019, The Walt Disney Company Italia non rinnova i diritti dei due canali affiliati: Disney XD e Disney in English che quindi vengono eliminati dalla piattaforma satellitare a pagamento, Sky.

### 2020: la chiusura su Sky e l'arrivo in on-demand su Disney+

Logo in uso dal 1º maggio 2020 sulla piattaforma Disney+

Il 24 marzo 2020, arriva in Italia la piattaforma streaming a pagamento Disney+, dove vengono aggiunti quasi tutti i contenuti on-demand di Disney Channel e Disney Junior, anche in lingua originale. 
Il 1º maggio 2020, in seguito all’arrivo di Disney+ in Italia, The Walt Disney Company Italia decide di chiudere il canale sulla piattaforma satellitare a pagamento Sky (insieme a quelle del canale affiliato, Disney Junior); tuttavia i contenuti dei due canali sono visibili in on-demand su Disney+ e sui due canali gratuiti, Rai Gulp e Rai Yoyo.
Il 6 novembre 2020, (in esclusiva su Disney+), arriva la nuova serie TV italiana di Disney Channel, in on-demand, I cavalieri di Castelcorvo.

## Altre versioni

### Disney Channel HD
Era la versione in alta definizione di Disney Channel, nata il 1º febbraio 2012. È stata disponibile solo sulla piattaforma di Sky Italia per i possessori di uno Sky Box HD al canale 613. Su tale versione, inoltre, erano disponibili i sottotitoli (ove presenti) in italiano e in inglese.

### Disney Channel +1
Era la versione timeshift, lanciata il 24 dicembre 2004, che ritrasmetteva i programmi di Disney Channel un'ora dopo. È stata disponibile su Sky Italia, al canale 614.

### Disney Channel +2
Era la versione timeshift di Disney Channel, lanciata il 1º ottobre 2011, che ne ritrasmetteva i programmi due ore dopo. Ha cessato le proprie trasmissioni il 9 aprile 2018.

## Loghi

3 ottobre 1998 - 23 maggio 2003
24 maggio 2003 - 30 settembre 2011
1º ottobre 2011 - 7 giugno 2014
8 giugno 2014 - 14 maggio 2017
15 maggio 2017 - 30 aprile 2020

## Programmi

### Serie televisive
- A.N.T. Farm - Accademia Nuovi Talenti (2011-2014)
- A casa di Raven (2017-in produzione)
- A tutto ritmo (2010-2013)
- Alex & Co. (2015-2017)
- Andi Mack (2017-2018; interrotta)
- Austin & Ally (2011-2016)
- As the Bell Rings (2007-2009)
- Backstage (2016-2017)
- Best Friends Whenever (2015-2016)
- Bia (2019-2021)
- Binny e il fantasma (2013-2016)
- Bizaardvark (2016-2018; interrotta)
- Brian O'Brian (2008)
- Buona fortuna Charlie (2010-2014)
- Cata e i misteri della sfera (2013-2014)
- Cercami a Parigi (2018-2020)
- Chiamatemi Giò (2009)
- Club Houdini (2017)
- Crescere, che fatica! (1993-2000)
- Coop & Cami: A voi la scelta (2018-2020)
- Coppia di Re (2010-2013)
- Cory alla Casa Bianca (2007-2008)
- Cyber Girls (2010)
- Dog with a Blog (2012-2015)
- Doggywood (2013)
- Due gemelle e una tata (1998-1999)
- Even Stevens (2000-2003)
- Fast Layne (2019)
- Fiore e Tinelli (2007-2009)
- Foreign Exchange (serie televisiva) (2004)
- Giovani Chefs (2016)
- Girl Meets World (2014-2017)
- Hank Zipzer - Fuori dalle righe (2014-2016)
- Hannah Montana (2006-2011)
- Harley in mezzo (2016-2018)
- Hip Hop Hurrà (2007)
- I maghi di Waverly (2007-2012)
- I'm in the Band (2009-2011)
- Il mondo di Patty (2007-2008)
- In tour (2011-2012)
- Jake & Blake (2009-2011)
- Jessie (2011-2015)
- Jinx - Fornelli e magie (2009)
- Jonas L.A. (2009-2010)
- K.C. Agente Segreto (2015-2018)
- Kickin' It - A colpi di karate (2011-2015)
- Lab Rats (2012-2016)
- La maglia magica (1999-2002)
- La mia babysitter è un vampiro (2011-2012)
- La vita secondo Jim (2001-2009)
- Le cronache di Evermoor (2015-2017)
- Le sorelle fantasma (2010)
- Life Bites - Pillole di vita (2007-2013)
- Like Me (2017)
- Liv e Maddie (2013-2017)
- Lizzie McGuire (2001-2004)
- Mako Mermaids - Vita da tritone (2013-2016)
- Mamma e figlia (2013-2016)
- Monica Chef (2017)
- Non sono stato io (2014-2015)
- Once - Undici campioni (2017)
- Penny on M.A.R.S. (2018-2020)
- Perché a me? (2006-2007)
- Phil dal futuro (2004-2006)
- Quelli dell'intervallo (2005-2008)
- Raven (2003-2007)
- Sara e Marti (2018-2020)
- School Hacks (2018)
- Skatenat! Noa (2019)
- Sydney to the Max (2019-in produzione)
- Sonny tra le stelle (2009-2011)
- So Random! (2011-2012)
- Soy Luna (2016-2018)
- Summer Camp (2015-in produzione)
- Summer Days (2012-interrotta)
- Tesoro, mi si sono ristretti i ragazzi (1997-2000)
- The Avatars (2013-2014)
- The Lodge (2016-2018)
- The Next Step (2013-in produzione)
- The Sleepover Club (2002-2008)
- Una vita in campo (2015)
- Violetta (2012-2015)
- Walk the Prank (2016-2018)
- Wicked Science (2004-2006)
- Wingin' It (2010-2012)
- Zack e Cody al Grand Hotel (2005-2008)
- Zack e Cody sul ponte di comando (2008-2011)
- Zeke & Luther (2009-2012)

### Serie animate
- 101 Dalmatian Street (2018-2020)
- American Dragon (2005-2007)
- Anfibia (2019-2022)
- Aladdin: la serie (1994-1995)
- A scuola con l'imperatore (2006-2008)
- Bear nella grande casa blu (1997-2006)
- Best Bugs Forever (2019-2020)
- Big Hero 6: La serie (2017-2020)
- Bonkers - Gatto combinaguai (1993-1994)
- Brandy & Mr. Whiskers (2004-2006)
- Bruno the great (2009)
- Buzz Lightyear da Comando Stellare (2000-2001)
- Caillou (1999-2003)
- Cars Toons (2008-2014)
- Cip & Ciop agenti speciali (1989-1990)
- Cuccioli della giungla (1996-1998)
- Code Lyoko (2004-2005)
- Darkwing Duck (1991-1992)
- Dave il Barbaro (2004-2008)
- Descendants: Wicked World (2015-2017)
- Doug (1996-1999)
- DuckTales (1987-1990)
- DuckTales (2017-in corso)
- Ecco Pippo! (1992-1993)
- Elena di Avalor (2016-2020)
- Filiberto il tigrotto
- Fillmore! (2002-2004)
- Finalmente Weekend! (2000-2004)
- Fish Hooks (2011-interrotto)
- Gargoyles - Il risveglio degli eroi (1994-1997)
- Groove High - Una casa di cura di amici e familiari (1997-2002)
- Groove High (2012-2013)
- Hercules (1998-1999)
- Hotel Transylvania: La serie (2017-2020)
- House of Mouse - Il Topoclub (2001-2003)
- I disastri di Re Artù
- I Famosi 5 - Casi misteriosi (2008)
- I Greens in città (2018-in corso)
- I Gummi (1985-1991)
- Il trenino Thomas e i suoi amici
- I miei amici Tigro e Pooh (2007-2010)
- Jake e i pirati dell'isola che non c'è (2011-2020)
- Kim Possible (2002-2007)
- La carica dei 101 - La serie (1997-1998)
- La casa di Topolino (2006-2009)
- La famiglia Proud (2001-2005)
- La legge di Milo Murphy (2017)
- La leggenda di Tarzan (2001-2003)
- La sirenetta - Le nuove avventure marine di Ariel (1992-1994)
- Le nuove avventure di Winnie the Pooh (1988-1991)
- Lilo & Stitch - La serie (2003-2006)
- Little Einsteins
- Lloyd nello spazio (2001-2004)
- Lola & Virginia
- Maggie  (2005-2006)
- Manny Tuttofare (2006-2009)
- Marco e Star contro le forze del male (2016-2020)
- Mickey Mouse Works (1999-2000)
- Miraculous - Le storie di Ladybug e Chat Noir (2015-in corso)
- Molang (2015)
- Pepi, Briciola e Jo-Jo (1998-2001)
- Pepper Ann (1997-2001)
- Phineas e Ferb (2007-2015)
- Principesse sirene - Mermaid Melody (2007-2008)
- Quack Pack (1996)
- Rapunzel - La serie (2017-2020)
- Rapunzel - Prima del sì
- Ricreazione (1997-2001)
- Rolie Polie Olie (1998-2004)
- Sabrina vita da strega (2013-2014)
- Sorriso d'argento
- Spider (1991)
- TaleSpin (1990-1991)
- Twipsy (2001-2002)
- The Replacements: Agenzia Sostituzioni (2006-2009)
- Timon e Pumbaa (1995-1999)
- Topolino (2013-in corso)
- Topolino che risate! (2009-2012)
- Topolino e Co (1928-1943)
- Totally Spies
- Zombie Hotel

### Rubriche e show
- 60 esperimenti in 60 secondi per aspiranti geni
- Angie e le ricette di Violetta
- Art Attack
- Best Friends Forever
- Code: 9
- Cosa non fare
- Dance Time
- Destinazione Cheetah Girls: One World
- Destinazione High School Musical 2
- Disney 365
- Disney Channel Games / Disney's Friends for Change Games
- Dov'è Topolino?
- Eta Beta
- First Class Chefs
- Fuga da Scorpion Island
- Get the Party
- I cani spaccano! I gatti rompono
- Jacopo Sarno: 1989
- Jonas Brothers - Vivere il sogno
- L'ora della magia
- Live Zone
- Live Zone da scoprire
- Live Zone Musica
- Live Zone Sport
- Minnie's Fashion Challenge
- Movie Surfers
- My Camp Rock / My Camp Rock 2
- My School Musical
- Passa il piatto
- Prime Time
- Quasi Gol
- Radio Alex
- Scherzi da star
- Scooter / Scooter Planet
- Skatenati
- Sketch Up
- TOK - Top Of The Kids / TOK Planet
- Una stella per te

### Film
Oltre alle serie televisive, il palinsesto di Disney Channel si è sempre distinto per il ricco catalogo di film che possedeva, sia quelli prodotti dalla Disney in generale, trasportati sul grande schermo, e sia quelli prodotti da Disney Channel, che hanno visto la prima visione sempre sul piccolo schermo. Fino al 2008, è sempre stato compito di Disney Channel trasmettere i grandi capolavori firmati Disney in prima TV (generalmente il sabato sera nel blocco Il Fantastico Mondo Disney), successivamente invece l'incarico è passato a Toon Disney e ai canali cinema di Sky Italia. Con la chiusura di Toon Disney avvenuta il 1º ottobre 2011, Disney Channel ha cominciato nuovamente a trasmettere alcuni classici Disney recenti e no, anche se la maggior parte di questi vengono trasmessi nel blocco Disney Cinemagic sul canale Sky Cinema Family.